# Formosatettix dabieshanensis
Formosatettix dabieshanensis är en insektsart som beskrevs av Zheng, Z. och Yuwen Wang 1991. Formosatettix dabieshanensis ingår i släktet Formosatettix och familjen torngräshoppor. Inga underarter finns listade i Catalogue of Life.